# Técnica SUE
La Técnica SUE (la sigla en inglés de strategic use of evidence –empleo estratégico de la evidencia–) es un procedimiento de entrevista basado en una estrategia activa para detectar mentiras. Fue desarrollado a mediados de la década de 2000 por los psicólogos suecos Pär-Anders Granhag, catedrático de Psicología de la Universidad de Gotemburgo, Leif Strömwall y Maria Hartwig, a partir de los trabajos de esta última.
Entre otras premisas, la Técnica SUE tiene en cuenta la tendencia de las personas culpables de delitos de preparar estrategias de antemano para las entrevistas y tienden asimismo a evitar mencionar posibles datos incriminatorios, mientras que las personas inocentes tienden a facilitar datos al entrevistador. Así, a diferencia de lo recomendado en algunos manuales policiales, debido a la tendencia por parte de los culpables de facilitar datos que contradicen la evidencia –tendencia constatado por metaanálisis–, esta técnica recomienda no informarle al sospechoso, al comenzar la entrevista, de los indicios disponibles en su contra para no permitirles la oportunidad de preparar su propia estrategia evasiva.
En un estudio de Hartwig, Granhag, Strömwall y Vrij (2005) se encontró que cuando la evidencia se revelaba al principio de la entrevista:
a) Durante el recuerdo libre, no había diferencias entre inocentes y culpables en la tendencia a mencionar la información potencialmente incriminadora.
b) Durante la fase de preguntas no había diferencias entre inocentes y culpables en
cuanto a inconsistencias entre la historia y la evidencia.
Sin embargo, cuando la evidencia se revelaba al final (Técnica SUE):
a) Durante la fase de recuerdo libre, los culpables tendían a mencionar la información
potencialmente incriminadora menos que los inocentes.
b) Durante la fase de preguntas, los culpables mostraron más inconsistencias que los
inocentes.
La Técnica SUE se basa en cuatro principios para su aplicación:
1. El acusado trata de averiguar que pruebas se tienen contra el.
2. Dicho sujeto intenta convencer al investigador de que es inocente. Los inocentes tienden a cooperar y contar todo lo que saben, mientras que los culpables van negar todos los hechos para evitar revelar información.
3. El culpable emplea técnicas de engaño. Puede contradecirse con la evidencia existente o con su propio relato, intentado ajustarse a la prueba del entrevistador.
4. El entrevistador adopta la perspectiva del sujeto para comprender las estrategias de contrainterrogatorio del sujeto.[5]

## Fases de la Técnica SUE
1. Planificación: el entrevistador examinará la documentación para recabar datos que podrían incriminar al sospechoso, sobre todo datos que este último no sabe que obran en el poder del entrevistador;
2. Recuerdo libre: el entrevistador pide al sospechoso relatar todo respecto a qué hacía, dónde estaba, etc., cuando el delito estaba siendo cometido;
3. Preguntas: tras escuchar la versión del sospechoso, el entrevistador formulará preguntas específicas, sobre todo acerca de los datos específicos que obran en su poder;
4. Comprobación y compromiso: al sospechoso se le repite lo que ha contado para que pueda corregir eventuales errores y confirma así su versión;
5. Contraste entre la declaración y la evidencia incriminadora: el sospechoso debe explicar las eventuales discrepancias entre su versión y la evidencia en manos del entrevistador.